# NGC 5514
NGC 5514 في الفهرس العام الجديد، هي مجرة، تقع في كوكبة العواء. اكتشفت في 26 أبريل 1865 بواسطة هاينريش لويس دريست.

## روابط خارجية
- NGC 5514 على موقع ويكي سكاي: DSS2, SDSS, GALEX, IRAS, Hydrogen α, X-Ray, Astrophoto, Sky Map, Articles and images